# Ryan Laursen
Ryan Johnson Laursen (Los Angeles, 14 aprile 1992) è un ex calciatore statunitense naturalizzato danese, di ruolo difensore.